# Lias, Gers
 Lias  là một xã thuộc tỉnh Gers trong vùng Occitanie tây nam nước Pháp. Xã này có độ cao 172-305 mét trên mực nước biển.